# مقاطعة ويلد (كولورادو)
مقاطعة ويلد (بالإنجليزية: Weld County)‏ هي إحدى مقاطعات ولاية كولورادو في الولايات المتحدة الأمريكية.